# Christian Reventlow
 Der er flere personer med dette navn, se Christian Reventlow (officer).
Peter Christian Reventlow (20. august 1867 i Grenaa – 18. september 1954 i Ordrup) var en dansk politiker, chefredaktør og forfatter. Han var far til Christian Ditlev Reventlow.

## Baggrund
Han var søn af kommunelærer, senere skoleinspektør Helanius Conrad Reventlow (1841-1897) og Ane Marie Rasmussen (1843–1914). Familien var en borgerlig gren af slægten Reventlow. Som den ældste i en stor børneflok blev han efter sin konfirmation sendt i lære i en bog- og papirhandel i København. Efter aftjent værnepligt og videreuddannelse i Hæren gjorde han tjeneste som løjtnant ved kystartilleriet 1891-93. Reventlow fik ikke en boglig uddannelse efter folkeskolen, men da han var videbegærlig, uddannede han sig ved egne studier gennem hele livet.

## Redaktør
Reventlow havde i sine unge år beskæftiget sig lidt med journalistik og redigerede i nogle måneder i 1893 Vordingborg Avis, hvorefter han ledede Hjørring Amtstidende til 1897, da han blev redaktør af højrebladet Nordjylland i Aalborg. Han hørte til den fløj i Højre, som fandt, at en konservativ politik ikke kunne føres uden om bønderne, og Reventlow indså tidligt, at Højre burde overlade Venstre regeringsmagten. Dette synspunkt bragte ham på kollisionskurs med partiledelsen, og i 1901 måtte han derfor fratræde redaktionen af Nordjylland.
Samme år overtog han redaktionen af det hensygnende blad Lolland-Falsters Stiftstidende i Nykøbing Falster, som en gruppe store jordbesiddere med tilknytning til De Frikonservative forsynede med frisk kapital. Politisk holdt Reventlow sig uden for partierne og drev ved selvstændig dømmekraft og energisk indsats i lokale sager bladet frem og forpagtede det 1907, indtil han i 1914 trak sig tilbage fra aktiv bladvirksomhed med en solid formue.

## Politiker
1906 stillede Christian Reventlow op til Folketinget som løsgænger i Maribokredsen og blev valgt. Han gik ind for et stærkt forsvar og meldte sig 1909 ind i Det Forhandlende Venstres folketingsgruppe, efter at han var blevet tiltalt af Niels Neergaards holdninger til Forsvaret. Forsvarsforliget 1909 afspejlede dog kun delvist Reventlows ideer, og blandt andet derfor genopstillede han ikke ved valget i 1910.

## Forfatterskab
Efter sin fratræden tog Reventlow fra 1914 bopæl på en gård i Halland og var beskæftiget med verdenspolitiske, religiøse og kulturhistoriske studier, som han fra 1921 videreførte med bopæl i hovedstaden
Under 1. verdenskrig havde han primært sympati for Tyskland og behandlede krigen og Versaillesfreden i en række skrifter. Reventlow aflæste tidligt den fare, som Versaillesfreden rummede, idet den kunne fremprovokere en tysk revanchisme. Den anden og senere del af hans forfatterskab præges især af spørgsmål som meningen med livet, døden og universet.

## Familie
Reventlow blev gift 1. gang 14. maj 1897 i Marstal med Irma Kromann (29. november 1874 sst. – 8. juli 1903 i Nykøbing Falster), datter af købmand Albert Hansen Boye Kromann (1841–93, gift 2. gang 1880 med Angelica Mathilde Augusta Plum, 1847–1910) og Sophie Elisabeth Juliane Plum (1845–1876). Gift 2. gang 7. juli 1911 i Emmauskirken på Frederiksberg med Johanne (Joe) Olga Martins (30. august 1880 i København – 23. april 1967 i Helsingør), datter af grosserer Frants Johannes Martins (1845–1913, gift 1. gang 1872 med Emilie Nielsine Frederikke Andersen, 1849–1877) og Petrea Ricarda Svenstrup (1856–1918).
Hans anden hustru Joe Reventlow virkede med usædvanlig energi i hjælpearbejdet for hjemvendende sønderjyske krigsfanger og sønderjyske børn, for dansk hjælp til krigshærgede lande, især Østrig og Ungarn, og grundlagde og opbyggede Christianshavns Vuggestue og Daghjem 1927–35.
Reventlow er urnebegravet på Mariebjerg Kirkegård.
Der findes et portrætmaleri af Johannes Nielsen fra 1922 og en karikatur af Eigil Petersen (Det Kongelige Bibliotek). Fotografier i Det Kongelige Bibliotek.